# Ometepe

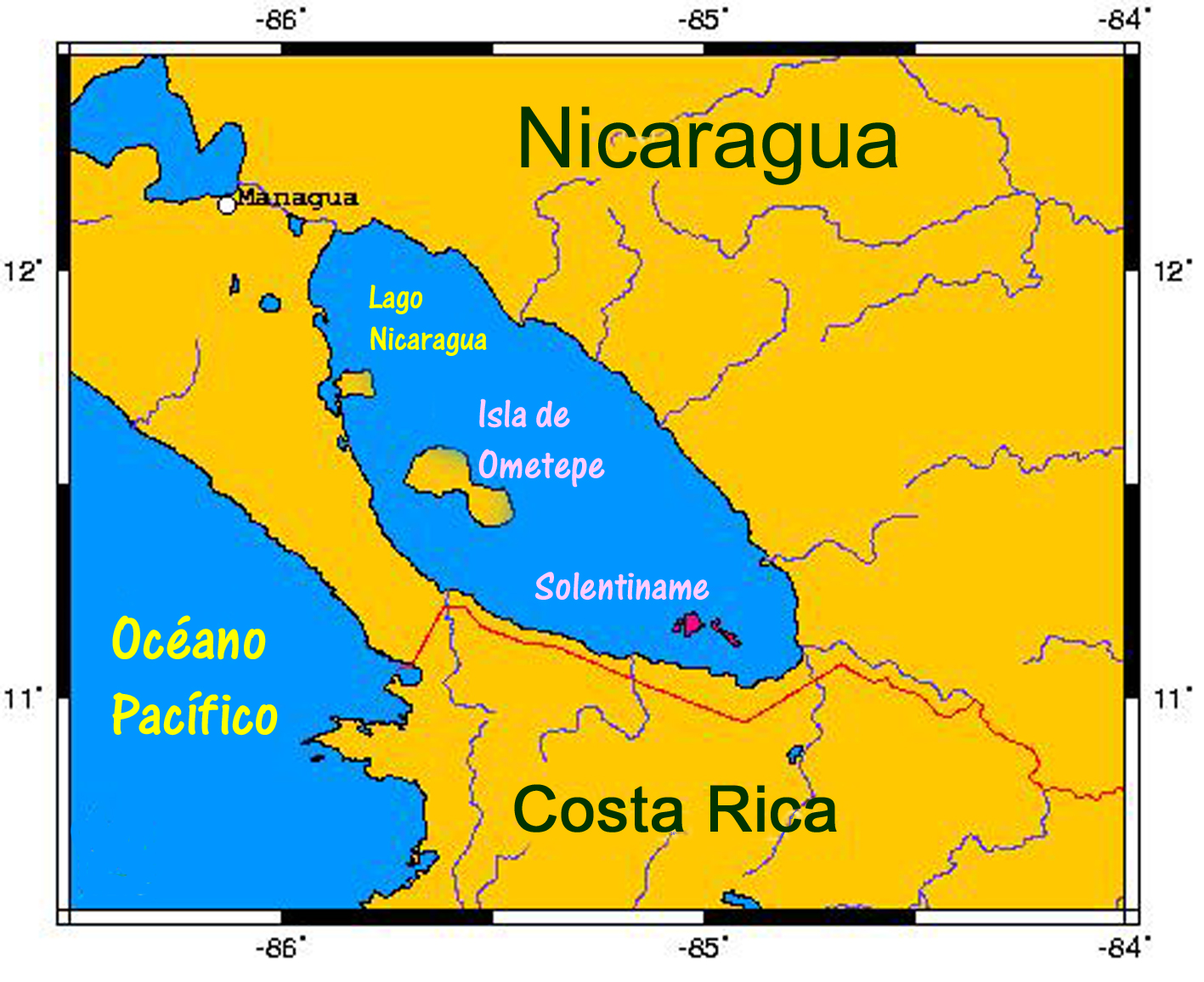
Ometepe op de kaart van Nicaragua

Ometepe is een eiland van 276 vierkante kilometer in omvang, in het Meer van Nicaragua, met 32.400 inwoners. Het eiland behoort tot het departement Rivas en bestaat uit de gemeenten (municipio) Moyogalpa en Altagracia. De belangrijkste bronnen van inkomsten zijn het toerisme, en de verbouw van koffie en tabak.

## De twee vulkanen
Ometepe wordt gevormd door twee vulkanen: de Concepción en de Maderas.
De Concepción ontstond vroeg in het holoceen. Door voortdurende uitbarstingen bereikte de vulkaan haar huidige hoogte van 1610 meter.
De vulkaan kende een zeer lange periode zonder erupties, maar op 8 december 1880 kwam het voor het eerst weer tot een uitbarsting. Deze uitbarsting was omvangrijk, en gedurende een jaar bleef de vulkaan actief. Andere uitbarstingen volgden in 1883, 1889, 1902, 1907, 1924. De meest recente uitbarsting vond plaats in 1957. Het natuurgeweld bij deze laatste uitbarsting was enorm, maar toch gaven maar weinig bewoners van het eiland gehoor aan de opdracht van de regering in Managua om het eiland te verlaten.
De vulkaan Maderas ontstond eveneens gedurende het holoceen, en is 1394 meter hoog. De laatste uitbarsting vond waarschijnlijk in de 13e eeuw plaats. In de krater heeft zich een groot meer gevormd, dat op 15 april 1930 ontdekt werd door Casimiro Murillo.
De vulkanen zijn op alle plaatsen van het eiland zichtbaar, en het leven op Ometepe cirkelt er letterlijk omheen. Ze spelen dan ook een belangrijke rol in de legenden en mythen die op het eiland de ronde doen.

## De bewoners van Ometepe
De eerste bewoners van Ometepe waren Nahuas-indianen. In het voetspoor van de Nahuas vestigden vervolgens de Niquirano-indianen belangrijke nederzettingen op het eiland. Hiervan kan men op Ometepe nog steeds de sporen vinden, in de vorm van stenen met hiëroglyfen. De oudste daarvan dateren van 300 jaar voor onze jaartelling.
Nadat in de 16e eeuw de Spanjaarden de Midden-Amerikaanse regio hadden veroverd, werd het Meer van Nicaragua onveilig gemaakt door piraten die over de rivier San Juan vanuit de Caribische Zee kwamen. Ook het eiland Ometepe kreeg hiervan te lijden: hun dieren, vrouwen, oogsten en bezittingen werden door de piraten geroofd. Zij vestigden zich ook in nederzettingen aan de kust. De inheemse bevolking trok daardoor naar de hellingen van de vulkanen, in de hoop daar een veilig heenkomen te vinden.
Aan het einde van de 16e eeuw werd Ometepe definitief ingelijfd door de Spaanse conquistadores, en vestigden de Spanjaarden zich op het eiland. Maar tot ver in de 17e eeuw bleef het eiland belaagd worden door Franse, Engelse en Nederlandse piraten.
De eigenlijke stadjes op Ometepe zijn a. het stadje rond de haven Moyogalpa (3100 inw.) en b. Altagracia (4500 inw.) op het oostelijk deel van het eiland. Hier worden veel tradities in ere gehouden en er worden meer religieuze en folkloristische festivals gevierd dan elders in Nicaragua.

## Galerij

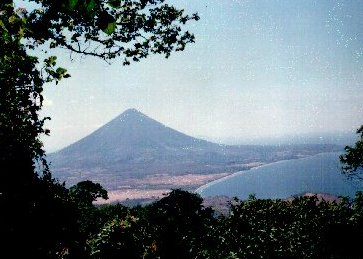
De Concepción en de Maderas
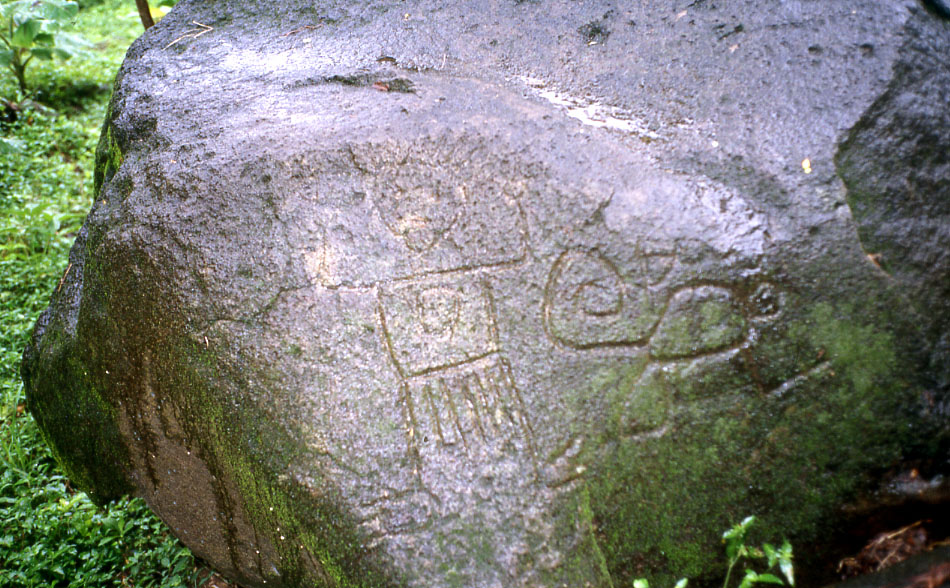
Petroglief